# Arctocephalus
Il genere Arctocephalus raggruppa otto delle nove specie di otarie orsine. Per ulteriori dettagli vedere l'articolo a loro riservato o gli articoli delle singole specie.
- SOTTORDINE Pinnipedia
- Famiglia Otariidae
  - Sottofamiglia Arctocephalinae
    - Genere Callorhinus
      - Otaria orsina settentrionale, Callorhinus ursinus

    - Genere Arctocephalus
      - Otaria orsina antartica, Arctocephalus gazella
      - Otaria orsina di Guadalupe, Arctocephalus townsendi
      - Otaria orsina delle Juan Fernandez, Arctocephalus philippii
      - Otaria orsina delle Galapagos, Arctocephalus galapagoensis
      - Otaria orsina del Capo od otaria orsina australiana, Arctocephalus pusillus
      - Otaria orsina della Nuova Zelanda, Arctocephalus forsteri
      - Otaria orsina subantartica, Arctocephalus tropicalis
      - Otaria orsina sudamericana, Arctocephalus australis

  - Sottofamiglia Otariinae: leoni marini
- Famiglia Phocidae: vere foche
- Famiglia Odobenidae: tricheco